# Geldwertillusion
Der Begriff Geldwertillusion (engl. money illusion) beschreibt die Nichtwahrnehmung von Inflation (Überraschungsinflation) durch die Wirtschaftssubjekte, welche also der Illusion unterliegen, das Geld habe nach wie vor den gleichen Wert. In abgeschwächter Form bezeichnet Geldwertillusion eine Unterschätzung des Risikos der Geldentwertung. Da die Wirtschaftssubjekte durch Statistiken sowie eigene Erfahrungen aber Informationen über Preissteigerungen aufnehmen, handelt es sich bei der Geldwertillusion um ein temporäres Phänomen (Freiheit von Geldillusion). Die Geldwertillusion wird in der Quantitätstheorie vertreten. Denn ohne Geldwertillusion wäre es einer Zentralbank beinahe unmöglich, durch eine Steigerung der Geldmenge die Wirtschaft anzukurbeln. Auch wenn das Konzept der Geldwertillusion tief in den Wirtschaftswissenschaften verankert ist, finden neuere Untersuchungen durch interdisziplinäre Ansätze wie der Verhaltensökonomik oder Neuroökonomie statt. Die Erwartungsbildung über makroökonomische Größen spielt eine besondere Rolle. Unter anderem hat sich Herbert A. Simon mit solchen Erwartungen auseinandergesetzt. Sind die Wirtschaftssubjekte in der Lage, Prognosen über Inflationsraten zu erstellen, die sich aus vergangenen Erfahrungen ableiten und frühere Schätzfehler zur Korrektur einbeziehen, so spricht man auch von adaptiver Inflationserwartung.

## Theoretischer Bezug
Bedeutung erlangt das Phänomen Geldwertillusion vor allem in zwei Zusammenhängen:

### Geldwertillusion und Geldpolitik
Aufgrund der zeitlich verzögerten Wahrnehmung von Inflation durch die Wirtschaftssubjekte besteht eine Aufgabe der Geldpolitik darin, den Betroffenen eine möglichst langfristige und möglichst glaubwürdige Prognose über die allgemeine Preisentwicklung zu geben. Dadurch kann aus Unternehmersicht "verhindert" werden, dass sich die Unsicherheit der abhängig Beschäftigten in vorsorglich höheren Lohnforderungen niederschlägt.
Ungeachtet dessen kann die Zentralbank im Rahmen ihrer Geldpolitik die Reputation, die sie bei den Wirtschaftssubjekten genießt, temporär ausnutzen. So könnte sie z. B. in Zeiten stabiler Preise und niedrigen Lohnwachstums durch eine expansive Geldpolitik eine unvorhergesehene höhere Inflation bewirken. Die Preissteigerungen bewirken dann, dass die Löhne der Beschäftigten real zurückgehen. Für die Unternehmen bedeutet dies (wiederum real) niedrigere Produktionskosten.
Sollte eine Zentralbank neben Preiszielen auch Arbeitsmarktziele verfolgen, weil niedrigere Produktionskosten u. U. zur Einstellung neuer Arbeitskräfte führen könnten, so bietet sich eine von ihr bewirkte Überraschungsinflation an. Allerdings handelt es sich hierbei um einen sehr zweifelhaften wirtschaftspolitischen Erfolg, da die Zentralbank mehrerlei Schäden anrichtet: Zum einen ist die Dauer einer Geldwertillusion zeitlich begrenzt, so dass Lohnabhängige nach einer gewissen Zeit versuchen werden, ihre realen Einkommensverluste durch höhere Lohnforderungen zu kompensieren. Dies wiederum bedeutet, dass die Arbeitslosigkeit wieder auf das alte Niveau ansteigt und der Gesamteffekt lediglich temporärer Natur ist. Diese Problematik wird im Rahmen der um Erwartungen modifizierten Phillips-Kurve behandelt. Zum anderen schadet sich die Zentralbank durch eine solche Politik möglicherweise selbst, da sie somit ihre Verlässlichkeit zerstört: Wenn die Zentralbank einmal eine Überraschungsinflation bewirkt, so erscheint es plausibel, dass sie dieselbe Politik ein zweites Mal versuchen wird. Aus diesem Grund steigen möglicherweise die langfristigen Inflationserwartungen der Wirtschaftssubjekte und damit auch ihre Lohnforderungen, so dass langfristig nicht weniger, sondern sogar mehr Arbeitslosigkeit die Folge sein könnte.
Aus diesen Effekten schließen viele Ökonomen, dass es nicht Aufgabe der Zentralbank sein sollte, die Geldwertillusion der Lohnabhängigen und anderer Wirtschaftssubjekte auszunutzen. Vielmehr sollte sie den Bürgern gerade deswegen Verlässlichkeit und Glaubwürdigkeit vermitteln.

### Geldwertillusion und Lohnverhandlungen
Bei Vorliegen von Lohnerhöhungen gehen die betroffenen Beschäftigten von einem real größeren Einkommen aus. Dieses geben sie zum Teil aus, was die Gesamtwirtschaftliche Nachfrage im Falle von Vollbeschäftigung und vollkommener Kapazitätsauslastung der Wirtschaft anregt. Da sich bei solch einer Situation höhere Löhne zeitverzögert in höheren Preisen niederschlagen, wird der reale Mehrwert des Lohnes von der Inflation wieder aufgefressen (Lohninflation). 
Die wirtschaftspolitische Aufgabe besteht folglich darin, die aufgetretene Inflation zu begrenzen und (bei Vorliegen hoher Inflationsraten) einen Teufelskreis aus immer höheren Inflationsraten und immer höheren Lohnforderungen zu durchbrechen.
Allerdings kann in diesem Fall nur bedingt von Geldwertillusion gesprochen werden, da zum einen zunächst ein realer Mehrwert vorliegt und außerdem die zeitverzögerte Inflation von den Lohnabhängigen durchaus wahrgenommen werden kann.